# Lee Morgan
Lee Morgan (10. července 1938 Filadelfie – 19. února 1972 – New York) byl americký jazzový trumpetista, jeden z hlavních představitelů hard bopu. V mládí nejprve zkoušel hrát na vibrafon, ale ke svým třináctým narozeninám dostal trumpetu, u které už zůstal.
Jeho prvním velkým vzorem byl Clifford Brown, který mu také dával hodiny hraní. Už ve svých 18 se Morgan připojil k big bandu Dizzyho Gillespieho. S tím koncertoval rok a půl, tedy až doby, kdy Gillespie musel z finančních důvodů skupinu rozpustit.
Od roku 1956 začal nahrávat pro Blue Note, pro kterou natočil 25 alb pod svým jménem. Na těchto albech si zahrálo více než 250 hudebníků. Jako spoluhráč si zahrál na několika deskách Hanka Mobleyho a také na slavné desce Blue Train Johna Coltrana, kde hraje známé trumpetové sólo v titulní skladbě.
V roce 1958 se přidává k Art Blakey’s Jazz Messengers, kde se postupně zdokonaluje jako sólista i jako skladatel. S Blakeym jezdil pár let po koncertech a nahrál s ním také několik desek včetně nejslavnější desky Jazz Messengers Moanin’. Po odchodu Bennyho Goldsona z Messengers přesvědčil Blakeyho, aby volné místo nabídl saxofonistovi Waynu Shorterovi. V tomto složení spolu s pianistou Bobby Timmonsem a kontrabasistou Jymie Merrittem nahráli Messengers dnes už klasické album The Freedom Ride. Drogové problémy Morgana a Timmonse přinutily Morgana skupinu v roce 1961 opustit. Podle Toma Percharda, autora Morganovy biografie, to byl právě Blakey, který Morgana přivedl k heroinu. Tvrdé drogy tak Morganovu kariéru na dva roky přerušily.
Po návratu do New Yorku v roce 1963 nahrál Morgan album The Sidewinder, které mělo obrovský komerční úspěch. Titulní píseň se v roce 1964 dokonce dostala i do popových hitparád. Po tomto úspěchu začali majitelé Blue Note tlačit i na ostatní hudebníky, které vydávali, aby napodobovali „bogaloo” rytmus skladby The Sidewinder. Po tomto komerčním úspěchu následovala alba jako Search for New Land (1964), které se dostalo do Top 20 americké R&B albové hitparády. Morgan se pak také nakrátko vrátil k Jazz Messengers, protože jeho nástupce Freddie Hubbard odešel z Messengers, aby si založil svůj vlastní ansámbl.
Morgan zemřel tragicky. 19. února 1972 vystupoval v populárním newyorském jazzklubu Slug. Tam se také dostal do sporu s překupníkem drog, od kterého kupoval kokain za několik tisíc dolarů. Zavolal své bývalé přítelkyni Helen Moore, aby mu přivezla zbraň. Ta to skutečně udělala, ale do všeho se připletla ještě Morganova milenka, kvůli které se chtěl Morgan s Helen rozejít. Došlo tedy mezi nimi k hádce, při které Helen střelila Morgana přímo do srdce a zabila ho. Bylo mu pouhých 33 let.

## Diskografie
| Album                   | Rok  | Label     |
| ----------------------- | ---- | --------- |
| Lee Morgan Indeed!      | 1956 | Blue Note |
| Introducing Lee Morgan  | 1956 | Savoy     |
| Lee Morgan Sextet       | 1957 | Blue Note |
| Lee Morgan Vol. 3       | 1957 | Blue Note |
| City Lights             | 1957 | Blue Note |
| The Cooker              | 1957 | Blue Note |
| Candy                   | 1957 | Blue Note |
| Here's Lee Morgan       | 1960 | Vee-Jay   |
| The Young Lions         | 1960 | Vee-Jay   |
| Expoobident             | 1960 | Vee-Jay   |
| Lee-Way                 | 1960 | Blue Note |
| Take Twelve             | 1962 | Jazzland  |
| The Sidewinder          | 1963 | Blue Note |
| Search for the New Land | 1964 | Blue Note |
| Tom Cat                 | 1964 | Blue Note |
| The Rumproller          | 1965 | Blue Note |
| The Gigolo              | 1965 | Blue Note |
| Cornbread               | 1965 | Blue Note |
| Infinity                | 1965 | Blue Note |
| Delightfulee            | 1966 | Blue Note |
| Charisma                | 1966 | Blue Note |
| The Rajah               | 1966 | Blue Note |
| Standards               | 1967 | Blue Note |
| Sonic Boom              | 1967 | Blue Note |
| The Procrastinator      | 1967 | Blue Note |
| The Sixth Sense         | 1967 | Blue Note |
| Taru                    | 1968 | Blue Note |
| Caramba!                | 1968 | Blue Note |
| Live at the Lighthouse  | 1970 | Blue Note |
| The Last Session        | 1971 | Blue Note |